# Matteo Contini
Matteo Contini (ur. 16 kwietnia 1980 w Gemonio) – włoski piłkarz występujący na pozycji środkowego lub bocznego obrońcy. Od 2011 roku gra w Sienie, dokąd jest wypożyczony z Realu Saragossa.

## Kariera klubowa
Matteo Contini jest wychowankiem Milanu. Zawodową karierę rozpoczął w 1998 w AC Lumezzane. Następnie Włoch był piłkarzem kolejno takich klubów jak Livorno, SPAL, Monza oraz L’Aquila Calcio i w każdym z nich przez rok występował w rozgrywkach Serie C1. Latem 2003 Contini przeniósł się do Avellino. Z nową drużyną zajął przedostatnie miejsce w tabeli Serie B i spadł do trzeciej ligi. Dla Avellino Contini rozegrał 39 ligowych pojedynków i strzelił jednego gola.
W letnim okienku transferowym w 2004 Contini podpisał kontrakt z Parmą, do której dołączył na zasadzie współwłasności. 26 września podczas zremisowanego 2:2 spotkania z Interem Mediolan zadebiutował w Serie A. W sezonie 2004/2005 Parma zajęła siedemnaste miejsce w tabeli pierwszej ligi i utrzymała się w Serie A dzięki zwycięstwu w dwumeczu barażowym z Bologną. W sezonie 2004/2005 Contini razem ze swoim zespołem dotarł także do półfinału Pucharu UEFA, w którym Parma została wyeliminowana przez CSKA Moskwa. Po zakończeniu rozgrywek działacze włoskiego klubu odkupili od US Avellino drugą połowę praw do karty zawodnika i tym samym Contini stał się pełnoprawnym piłkarzem Parmy. W sezonie 2005/2006 zajął z nią siódme miejsce w Serie A, natomiast w sezonie 2006/2007 uplasował się na jedenastej pozycji w ligowych rozgrywkach oraz dotarł do 1/16 finału Pucharu UEFA. Łącznie dla Parmy włoski obrońca rozegrał 89 meczów w pierwszej lidze.
16 sierpnia 2007 Contini za trzy i pół miliona euro odszedł do SSC Napoli. W nowym klubie zadebiutował 26 sierpnia podczas przegranego 0:2 ligowego pojedynku z Cagliari Calcio. 4 maja 2008 strzelił honorowego gola dla Napoli w przegranym 1:2 spotkaniu przeciwko Torino FC. W sezonie 2007/2008 Napoli zajęło w Serie A ósme miejsce i zakwalifikowało się do Pucharu Intertoto. Dzięki zwycięstwu w tych rozgrywkach Napoli zostało przesunięte do Pucharu UEFA, z którego zostało wyeliminowane już w pierwszej rundzie przez Benficę.
27 stycznia 2010 Contini został wypożyczony do hiszpańskiego Realu Saragossa, a po sezonie wykupiony przez ten zespół na stałe. W 2011 roku wypożyczono go do Sieny.